# 友枝高彦

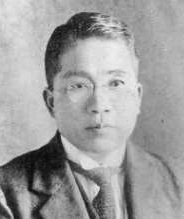
友枝高彦（豊前市のウェブサイトより）

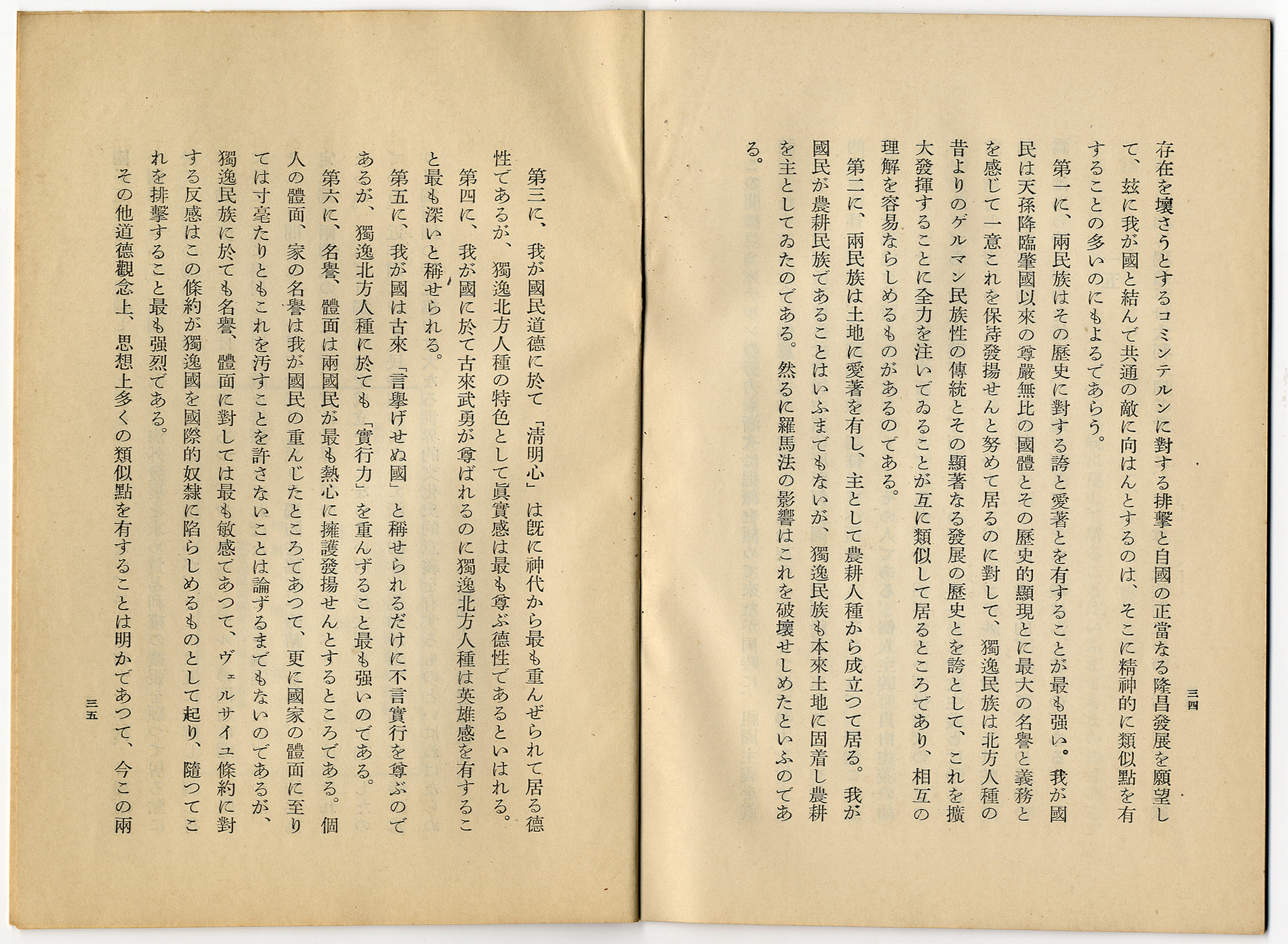
文部省教学局編、友枝高彦著『日独文化交渉史の回顧』教学叢書第３輯、内閣印刷局、昭和13年刊

友枝 高彦（ともえだ たかひこ、1876年11月4日 – 1957年7月7日）は、日本の倫理学者。

## 経歴
1876年、福岡県上毛郡大村（現　豊前市大村）の大庄屋の家に生まれた。豊津中学校、第五高等学校を経て、1901年東京帝国大学文科大学哲学科に進んだ。学部卒業の後、同大学大学院に進んだ。
1908年、京都帝国大学助教授に任ぜられる。研究のため、英国、米国、ドイツで学ぶ。1914年に帰国し、東京高等師範学校教授となった。1916年からは東京帝国大学教授を兼ねた。1929年、東京文理科大学教授となり、日本女子大学教授を兼任した。1949年に退任し、東京教育大学名誉教授となった。
戦後の1955年、山梨県立臨時教員養成所を母体に都留市立都留文科短期大学（都留短期大学）が設立されると、初代学長となった。

## 著作

### 著書
- 『中学修身参考書』冨山房、1923年 （国立国会図書館の近代デジタルライブラリー）
- 『女子修身』冨山房, 1923年
- 『中学修身』冨山房、1924年
- 『師範修身』冨山房、1926年
- 『ナチス運動の社会学的考察』日独文化協会、1933年
- 『社会倫理学序説』建文館、1935年
- 『実業修身』冨山房、1938年
- 『日独文化交涉史の囘顧』教學局、1938年

### 翻訳
- フランク・チルリー『倫理学概論』金港堂書籍、1903年
- トーマス・ヒル・グリーン『グリーンとその倫理学』近藤兵庫共訳 培風館、1932年

### 寄稿
- 『新しき世界の秩序と新しき道德』台湾青年 第四巻第二期、1921年